# Brittney Reese
Brittney Reese (ur. 9 września 1986 w Inglewood) – amerykańska lekkoatletka specjalizująca się w skoku w dal.
Na mistrzostwach świata w Osace (2007) zajęła ósmą lokatę. Podczas igrzysk olimpijskich w 2008 w eliminacjach Amerykanka uzyskała najlepszą odległość (6,87) jednak w finale osiągnęła wynik słabszy o 11 centymetrów i uplasowała się na piątym miejscu. Rok później została w Berlinie mistrzynią świata, a w marcu 2010 zdobyła halowe mistrzostwo świata. Zwyciężczyni łącznej punktacji Diamentowej Ligi 2010 w skoku w dal. Latem 2011 obroniła w Daegu złoty medal mistrzostw świata oddając w finale tylko jeden mierzony skok (pierwszy w konkursie, pozostałe spaliła). Na koniec sezonu ponownie zwyciężyła w łącznej punktacji Diamentowej Ligi 2011 w skoku w dal. W 2012 została halową mistrzynią świata oraz zdobyła złoty medal igrzysk olimpijskich. Rok później zdobyła swoje trzecie złoto mistrzostw świata.
Medalistka mistrzostw USA.
Rekordy życiowe: stadion – 7,31 (2 lipca 2016, Eugene) 9. wynik w historii światowej lekkoatletyki; hala – 7,23 (11 marca 2012, Stambuł) rekord Ameryki Północnej, 4. wynik w historii światowej lekkoatletyki.

## Osiągnięcia
| Rok  | Impreza                             | Miejsce        | Lokata            | Wynik |
| ---- | ----------------------------------- | -------------- | ----------------- | ----- |
| 2007 | Mistrzostwa świata                  | Osaka          | 8. miejsce        | 6,60  |
| 2008 | Igrzyska olimpijskie                | Pekin          | 5. miejsce        | 6,76  |
| 2009 | Mistrzostwa świata                  | Berlin         | 1. miejsce        | 7,10  |
| 2009 | Światowy finał lekkoatletyczny IAAF | Saloniki       | 1. miejsce        | 7,08  |
| 2010 | Halowe mistrzostwa świata           | Doha           | 1. miejsce        | 6,70  |
| 2011 | Mistrzostwa świata                  | Daegu          | 1. miejsce        | 6,82  |
| 2012 | Halowe mistrzostwa świata           | Stambuł        | 1. miejsce        | 7,23  |
| 2012 | Igrzyska olimpijskie                | Londyn         | 1. miejsce        | 7,12  |
| 2013 | Mistrzostwa świata                  | Moskwa         | 1. miejsce        | 7,01  |
| 2015 | Mistrzostwa świata                  | Pekin          | el. – 24. miejsce | 6,39  |
| 2016 | Halowe Mistrzostwa świata           | Portland       | 1. miejsce        | 7,22  |
| 2016 | Igrzyska olimpijskie                | Rio de Janeiro | 2. miejsce        | 7,15  |
| 2017 | Mistrzostwa świata                  | Londyn         | 1. miejsce        | 7,02  |
| 2018 | Halowe mistrzostwa świata           | Birmingham     | 2. miejsce        | 6,89  |
| 2019 | Mecz Europa – USA                   | Mińsk          | 3. miejsce        | 6,71  |
| 2019 | Mistrzostwa świata                  | Doha           | el. – 13. miejsce | 6,52  |
| 2021 | Igrzyska olimpijskie                | Tokio          | 2. miejsce        | 6,97  |